# Генріх Кіркгайм
Генріх Кіркгайм (нім. Heinrich Kirchheim; нар. 6 квітня 1882, Шенебек, Саксонія — пом. 14 грудня 1973, Люденшайд, Північний Рейн-Вестфалія) — німецький воєначальник часів Третього Рейху, генерал-лейтенант (1942) Вермахту. Кавалер Pour le Mérite (1918) та Лицарського хреста Залізного хреста (1941). Учасник Першої та Другої світових війн. Після провалу заколоту 20 липня був заступником голови «суду військової честі», військово-польового суду, який розглядав справи учасників невдалого перевороту для подальшого відправлення їх до Народного суду Третього Рейху.

## Біографія

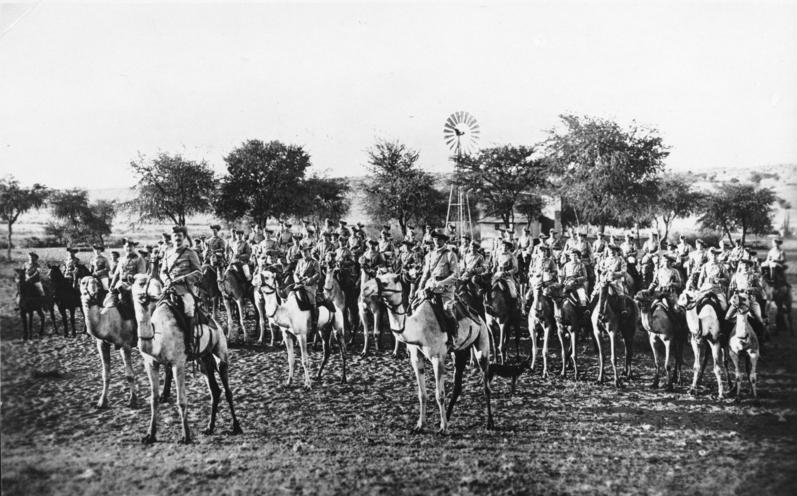
Німецька кіннота у Німецькій Південно-Західній Африці на території сучасної Намібії в ході жорстокого придушення народного повстання племен гереро і нама

Генріх Кіркгайм народився 6 квітня 1882 року у передмісті Шенебека, Бад-Зальцмені в саксонській провінції. 1 травня 1899 поступив на військову службу фанен-юнкером до 15-го піхотного полку «Принц Фрідріх Нідерландський» (2-го вестфальського). У жовтні отримав перше офіцерське звання лейтенант.
Військова кар'єра
- 1 травня 1899 — фанен-юнкер
- 27 січня 1900 — фенріх
- 18 жовтня 1900 — лейтенант
- 10 лютого 1910 — оберлейтенант
- 15 вересня 1914 — гауптман
- 1 квітня 1923 — майор
- 1 листопада 1928 — оберстлейтенант
- 11 квітня 1931 — оберст
- 1 липня 1940 — генерал-майор
- 1 липня 1942 — генерал-лейтенант

1 жовтня 1904 року відправлений з іншими військовими до німецької колонії у Південно-Західній Африці для придушення повсталих племен гереро і нама. Спроба скинути німецьких експлуататорів була придушена з неймовірною жорстокістю. Колоніальними військами кайзерівської Німеччини було знищено близько 65 000 (до 80 %) людей з племені гереро (банту) і 10 000 (50 %) осіб племені нама (готтентоти) в Німецькій Південно-Західній Африці на території сучасної Намібії в ході жорстокого придушення народного повстання.
10 березня 1914 року Г. Кіркгайм прибув для продовження служби до 4-го магдебурзького єгерського батальйону. Напередодні Першої світової війни, 1 серпня 1914, призначений командиром роти 10-го ганноверського єгерського батальйону. 24 серпня 1914 року під час боїв на Західному фронті при спробі захопити англійську батарею поблизу Камбре дістав поранення в шию. Після лікування повернувся на фронт і в травні 1915 року разом з батальйоном включений до складу новоствореного Альпійського корпусу та переведений до Тіролю. 27 червня 1915 року їх відвідав ерцгерцог Карл який вручив підрозділу знак едельвейсу. Згодом Г. Кіркгайм бився на чолі роти під Верденом. 15 серпня 1916 року був призначений командиром батальйону.

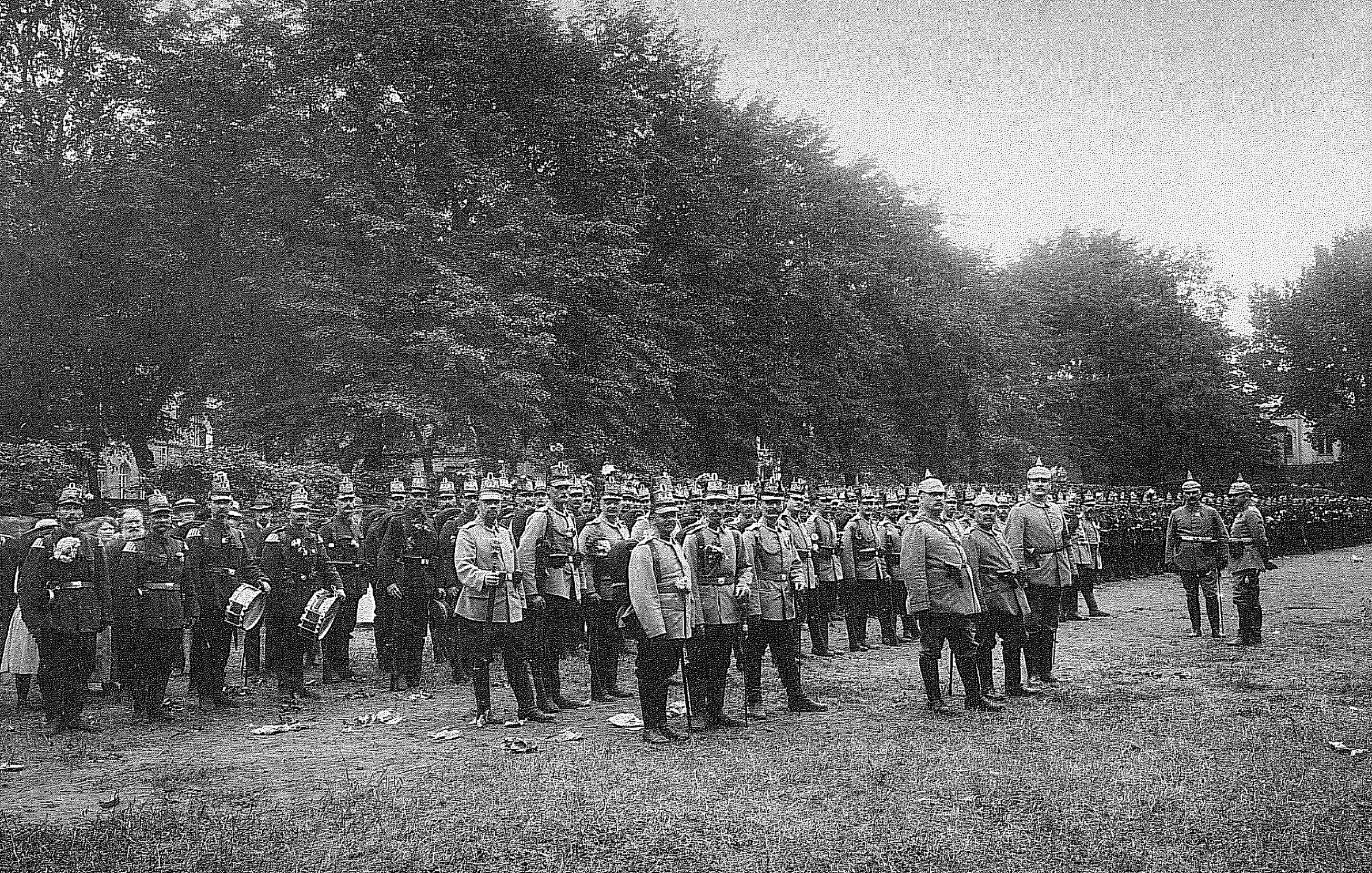
Особовий склад 10-го ганноверського єгерського батальйону. 27 серпня 1914

З 1916 по 1918 роки продовжував змагатися на Західному фронтові. У ході четвертої Іпрської битви 25 квітня 1918 Кіркгайм повів свій батальйон на штурм укріплень Кеммельберг. Тут він був поранений у голову у наслідок розриву артилерійського снаряду. 12 травня 1918 за визначну мужність та хоробрість у битві його представили на нагородження вищою військовою нагородою імперії — Pour le Mérite, але він її не отримав. Пізніше, в ході оборонної битви між Соммою та Уазою Кіркгайм знову відзначився, командуючи батальйоном, тому він був рекомендований його командиром полку вдруге до нагородження орденом.
Нарешті 13 жовтня 1918 року гауптмана Г.Кіркгайма удостоїли нагороди, ордена Pour le Mérite.
Останні тижні війни Кіркгайм зі своїм батальйоном бився на Балканах, брав участь у веденні ар'єргардних бойових дій у Сербії і Македонії, на Дунаї і Саві, прикриваючи відхід австро-угорських та німецьких військ до Угорщини.
Після капітуляції Німеччини залишився в армії, командував ганноверським єгерським батальйоном «Кіркгайм». З 2 серпня 1919 відряджений до Військового міністерства Пруссії, звідси до міністерства оборони рейху. З початком формування сухопутних військ Рейхсверу командир роти в 17-му піхотному полку. 1 травня 1923 призначений до штабу 1-ї кавалерійської дивізії у Франкфурті-на-Одері, з 15 травня 1926 року — командир батальйону в піхотному полку. З березня 1932 — у запасі, але з приходом до влади нацистів, вже 1 жовтня 1934 року відновився в лавах Збройних сил та отримав призначення на посаду командира навчального батальйону. З 7 березня 1936 — командир Кельнської військової зони, а з 1 червня 1938 — Віденської військової зони.
З початком Другої світової війни продовжував військову службу, 1 жовтня 1939 — командир 276-го піхотного полку 94-ї піхотної дивізії. З 1 грудня 1939 року по 31 січня 1941 — командир 169-ї піхотної дивізії, яка спочатку Французької кампанії перебувала в резерві, а з настанням другої фази битви — операції «Рот» — з червня 1940 року брала участь у розгромі французьких військ.
Після капітуляції французів, 169-та дивізія до кінця року залишалася у складі 1-ї армії генерал-полковника Е. фон Віцлебена для виконання окупаційних функцій в Лотарингії.
1 березня 1941 року генерала Г.Кіркгайма разом з іншими німецькими військовими-експертами по веденню війни в Африці ще з часів Першої світової, призначили до складу спеціальної штабної групи «Лівія», та делегували до італійської 27-ї піхотної дивізії «Бречіа». Незабаром експедиційні війська прибули на африканський континент до Італійської Лівії. Невдовзі до Африки прибув генерал Е. Роммель, який не гаючи часу включив цю групу військових експертів до свого штабу, як посилення. У ході першого наступу в Киренаїці в березні-квітні 1941 року, генерал-майор Г. Кіркгайм вів північну групу військ у бій.
4 квітня війська Г. Кіркгайма досягли Бенгазі й поділивши їх на дві колони італійсько-німецькі ударні групи продовжували натиск та просування поздовж дороги Віа Бальбо. Під проводом Роммеля він продовжував битися на півночі Африки за опанування Тобруку, однак у цій битві німці та італійці не змогли опанувати місто та зазнавши втрату більше ніж 1 400 своїх солдатів загиблими, пораненими та зниклими безвісти, відступили. 30 травня 1941 розчарований Кіркгаймом Роммель відсторонив його від командування цією групою та призначив ще одного кавалера Pour le Mérite — генерала Й.фон Равенштайна.
15 червня 1941 генерала Кіркгайма призначили головою спеціальної штабної групи по веденню війни в тропічних умовах при Верховному командуванні сухопутних військ Вермахту. 1 липня 1942 підвищений до військового звання генерал-лейтенант. З 15 березня 1943 він на посаді начальника спеціального штабу в Головному командуванні «Резерв».
2 серпня 1944 року після провалу заколоту 20 липня за наказом генерал-фельдмаршала В. Кейтеля призначений одним з заступників голови «суду військової честі», військово-польового суду, який розглядав справи учасників невдалого перевороту для подальшого відправлення їх до Народного суду Третього Рейху.
З 15 жовтня 1944 до 31 березня 1945 він інспектор у Берліні. З 1 квітня 1945 — у резерві вищого командування. 12 квітня 1945 потрапив у полон до британців, де перебував до 6 жовтня 1947 року.

## Нагороди
- Медаль «За кампанію в Південно-Західній Африці» в бронзі
- Орден Корони (Пруссія) 4-го класу з мечами

### Перша світова війна
- Залізний хрест 2-го і 1-го класу
- Королівський орден дому Гогенцоллернів, лицарський хрест з мечами
- Орден «За заслуги» (Баварія) 4-го класу з мечами
- Хрест «За військові заслуги» (Мекленбург-Шверін) 2-го класу
- Хрест «За заслуги у війні» (Саксен-Мейнінген)
- Орден Залізної Корони 3-го класу з військовою відзнакою
- Хрест «За військові заслуги» (Австро-Угорщина) 3-го класу з військовою відзнакою
- Pour le Mérite (13 жовтня 1918)
- Нагрудний знак «За поранення» в чорному

### Міжвоєнний період
- Хрест «За вислугу років» (Пруссія)
- Почесний хрест ветерана війни з мечами
- Медаль «За вислугу років у Вермахті» 4-го, 3-го, 2-го і 1-го класу (25 років)

### Друга світова війна
- Застібка до Залізного хреста 2-го і 1-го класу
- Лицарський хрест Залізного хреста (14 травня 1941)
- Срібна медаль «За військову доблесть» (Італія)
- Нарукавна стрічка «Африка»